# Obabica
Obabica (biał. Абабіца) — rzeka w rejonie brasławskim, w obwodzie witebskim na Białorusi, lewy dopływ Drujki w dorzeczu Dźwiny. Długość 4 km. Wypływa z jeziora Obabie, uchodzi w pobliżu wsi Wierkowszczyna. Koryto uregulowane na całej długości.